# 향신료실
향신료실(영어: Spicery 스파이서리[*])은 중세 또는 르네상스 시대에 향신료를 관리하고 보관하는 방이다. 이 방은 향미사가 맡았다. 이 사무실은 주방이나 의상실에 종속되어 있었고, 대가족 가구에서만 별도의 사무실로 존재했다. 그것은 소스실과 스컬리 등 주방의 다른 사무실과 밀접하게 연결되어 있었다.